# Don Coppersmith
Don Coppersmith é um  criptógrafo e matemático estadunidense. Ele participou do desenvolvimento do Data Encryption Standard block cipher na IBM, particularmente na criação dos S-boxes, fortalecendo-os contra a criptoanálise diferencial.